# 暗灰細鰩
暗灰細鰩（學名：Rajella ravidula），為軟骨魚綱鰩目鰩科鰩屬的一種，分布於東南大西洋海域，深度496至1477公尺，本魚鼻長、眼小，尾巴約與身體等長，背部呈中灰色至紫褐色，腹部為白色，但盤緣、泄殖腔周圍和尾部下側顏色較暗，體長可達79.2公分，棲息在大陸坡，為底棲性魚類，肉食性，卵生，生活習性不明。